# Lophozia longidens
Lophozia longidens là một loài Rêu trong họ Jungermanniaceae. Loài này được (Lindb.) Macoun mô tả khoa học đầu tiên năm 1902.